# Niccolò dell'Arca
Niccolò dell'Arca (c. 1435 - Bolonia, 1494), conocido también como Niccolò d'Antonio d'Apulia o Niccolò da Bari, fue un escultor italiano activo en Bolonia, una de las figuras de la escultura de la Italia septentrional del siglo XV.

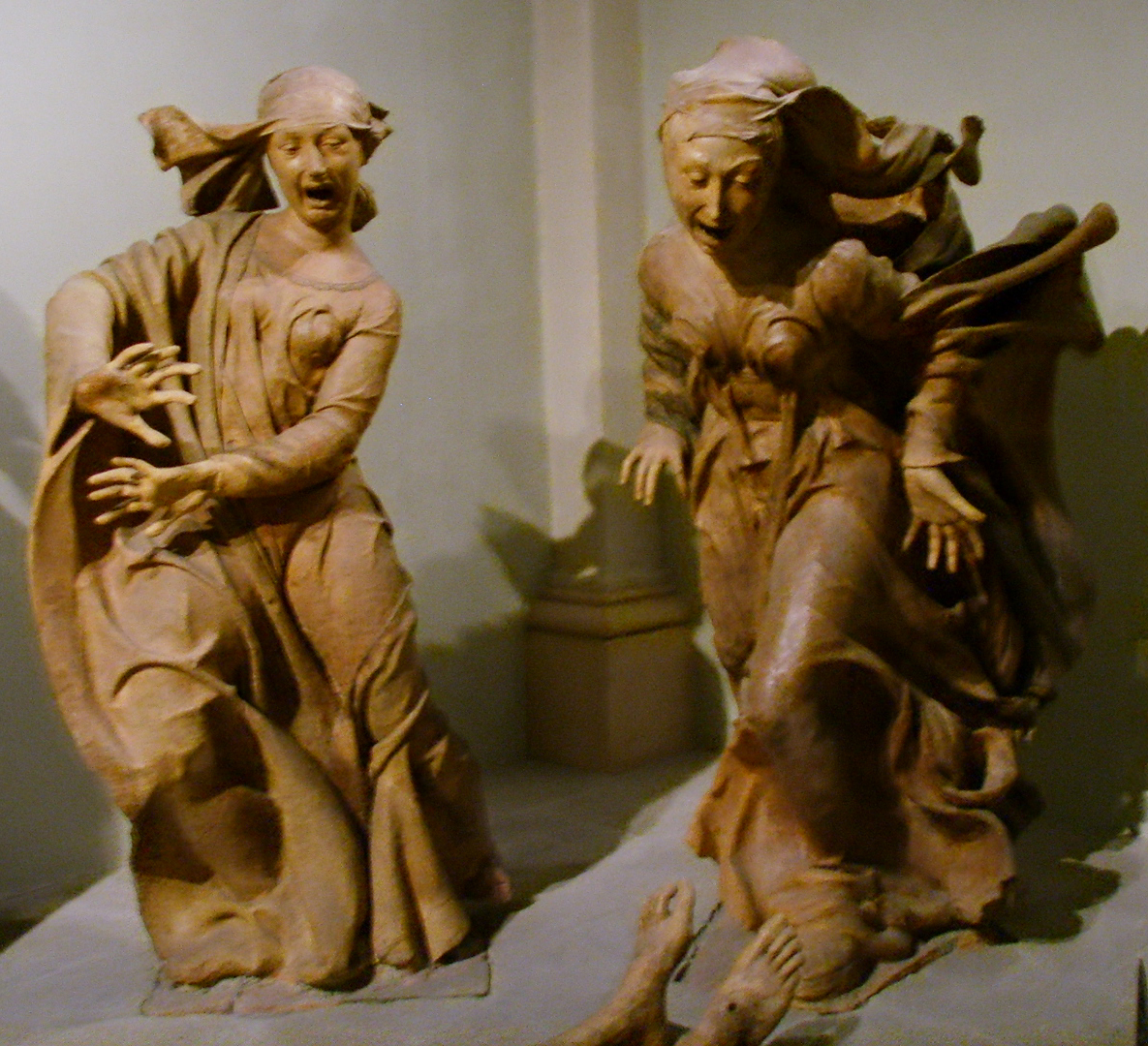
Figuras del Llanto sobre Cristo muerto, una de las obras más importantes de Niccolò dell'Arca.

## El Llanto sobre Cristo

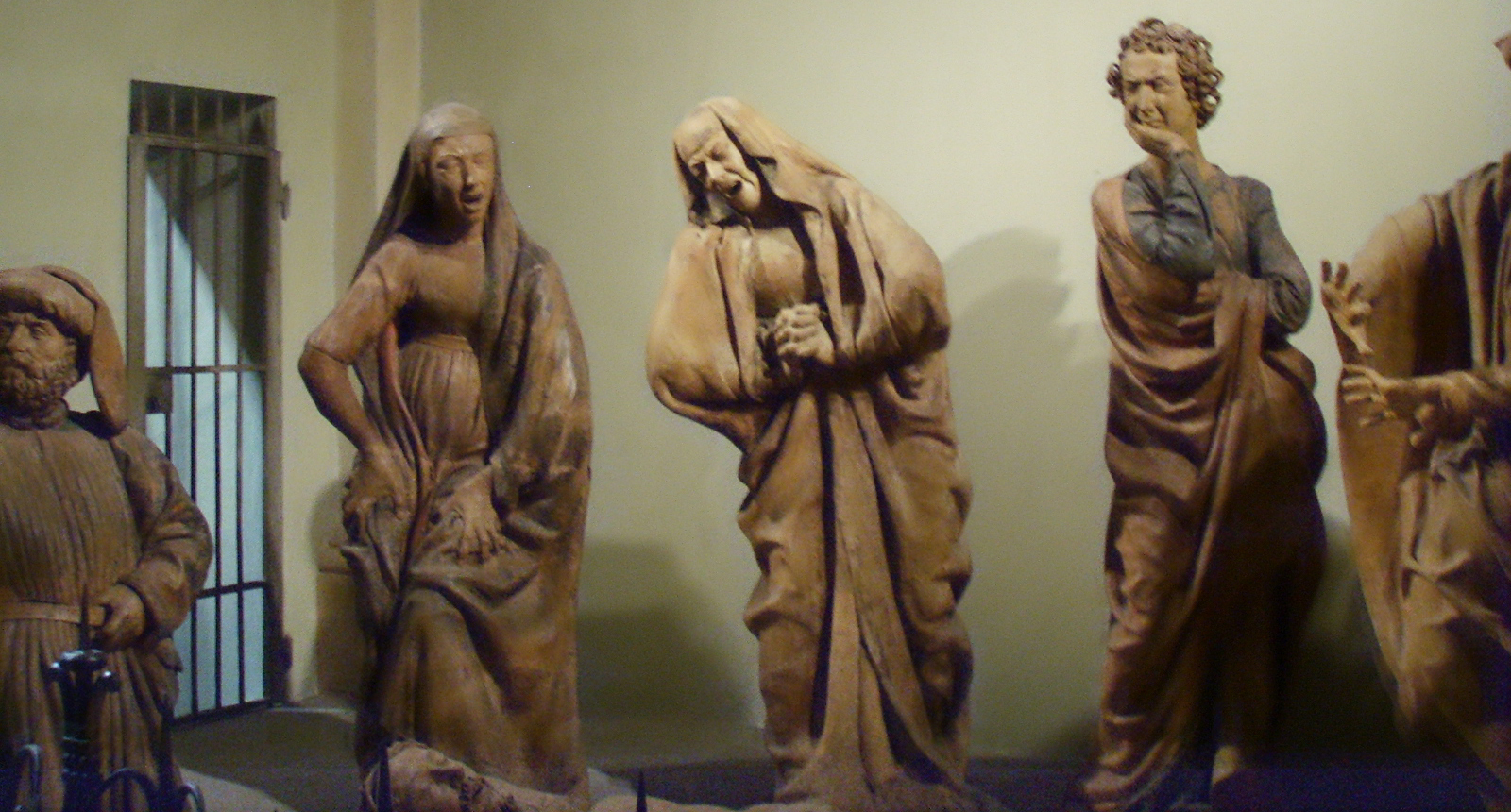
Algunas de las figuras que componían el Llanto sobre Cristo muerto

## El Arca de Santo Domingo

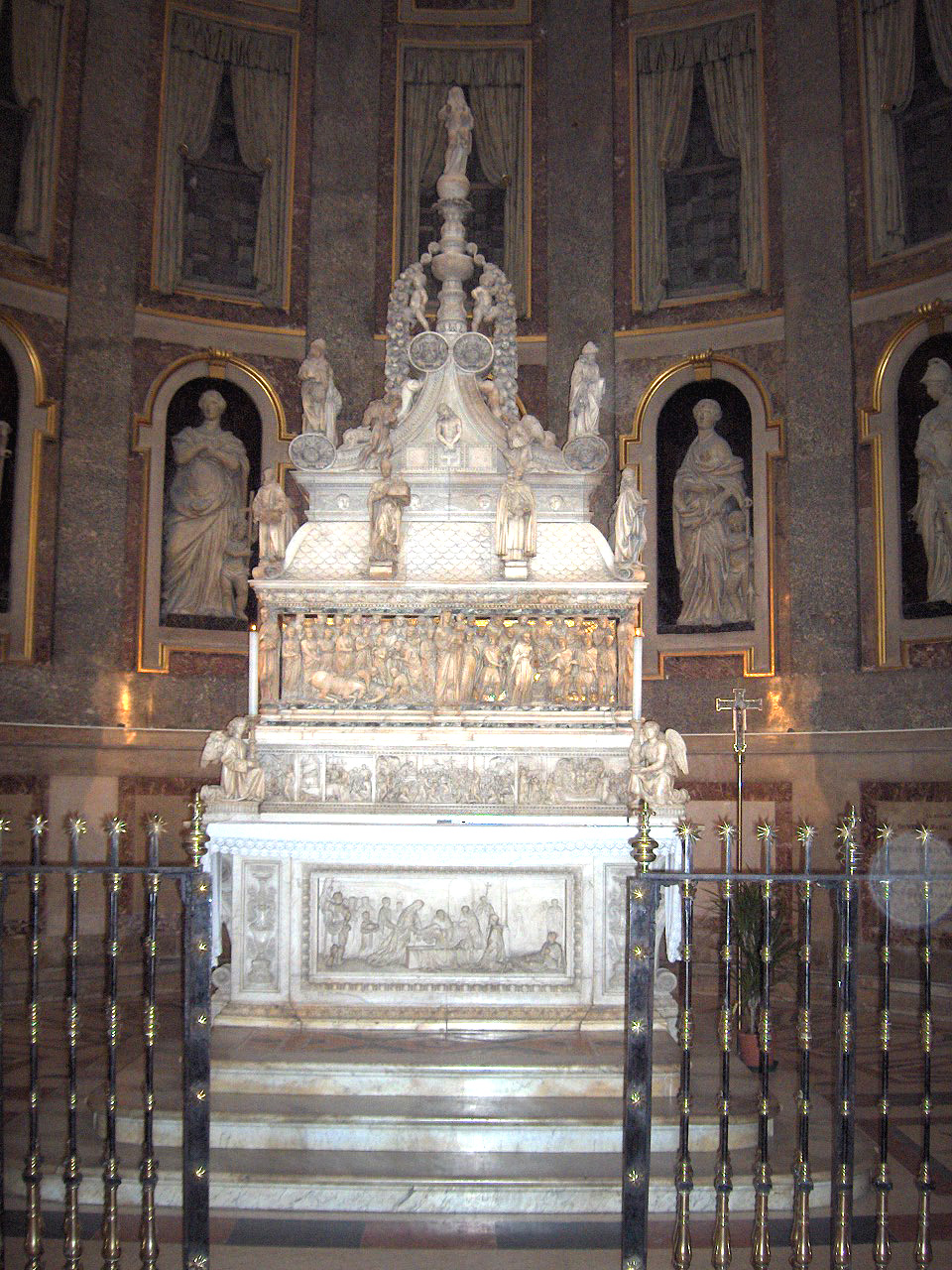
Arca de Santo Domingo en la Basílica de Santo Domingo en Bolonia.

## Galería

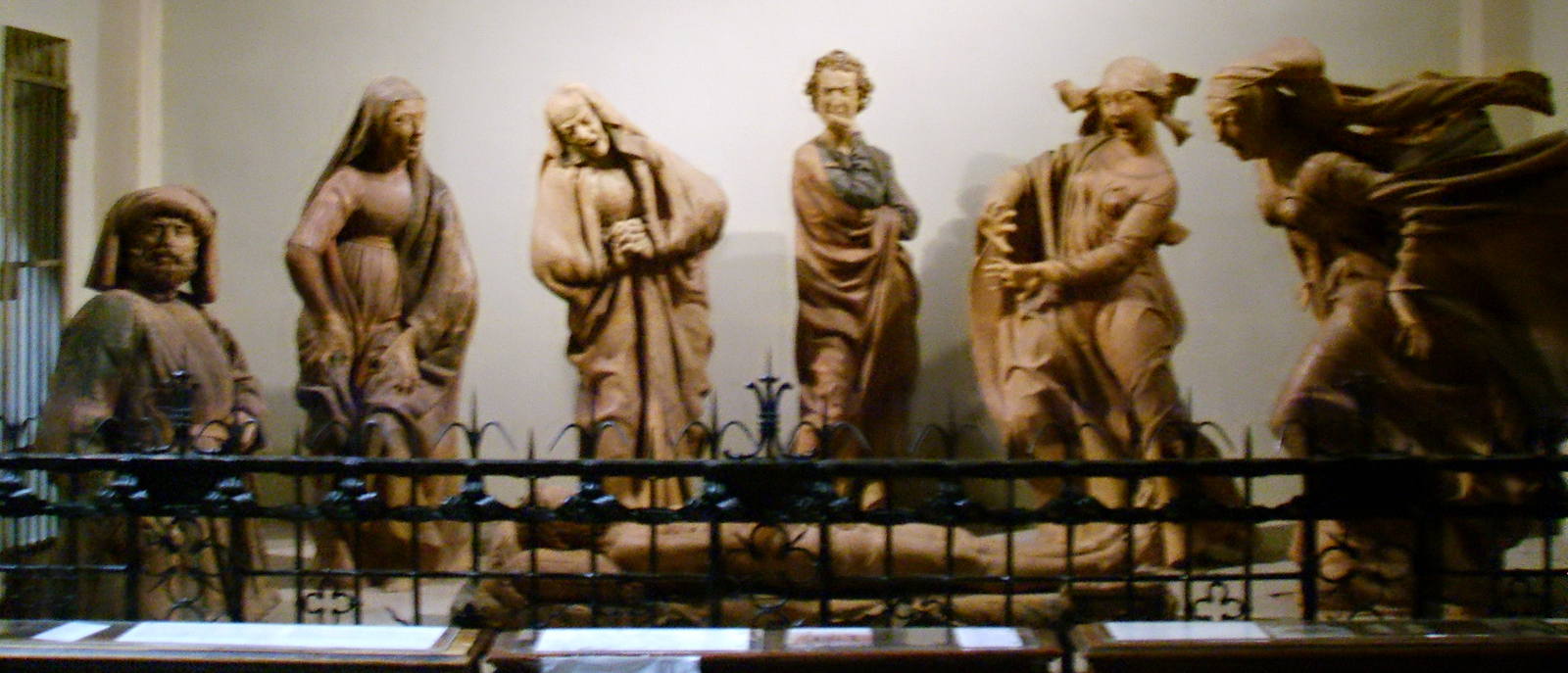
Conjunto de las piezas del Llanto
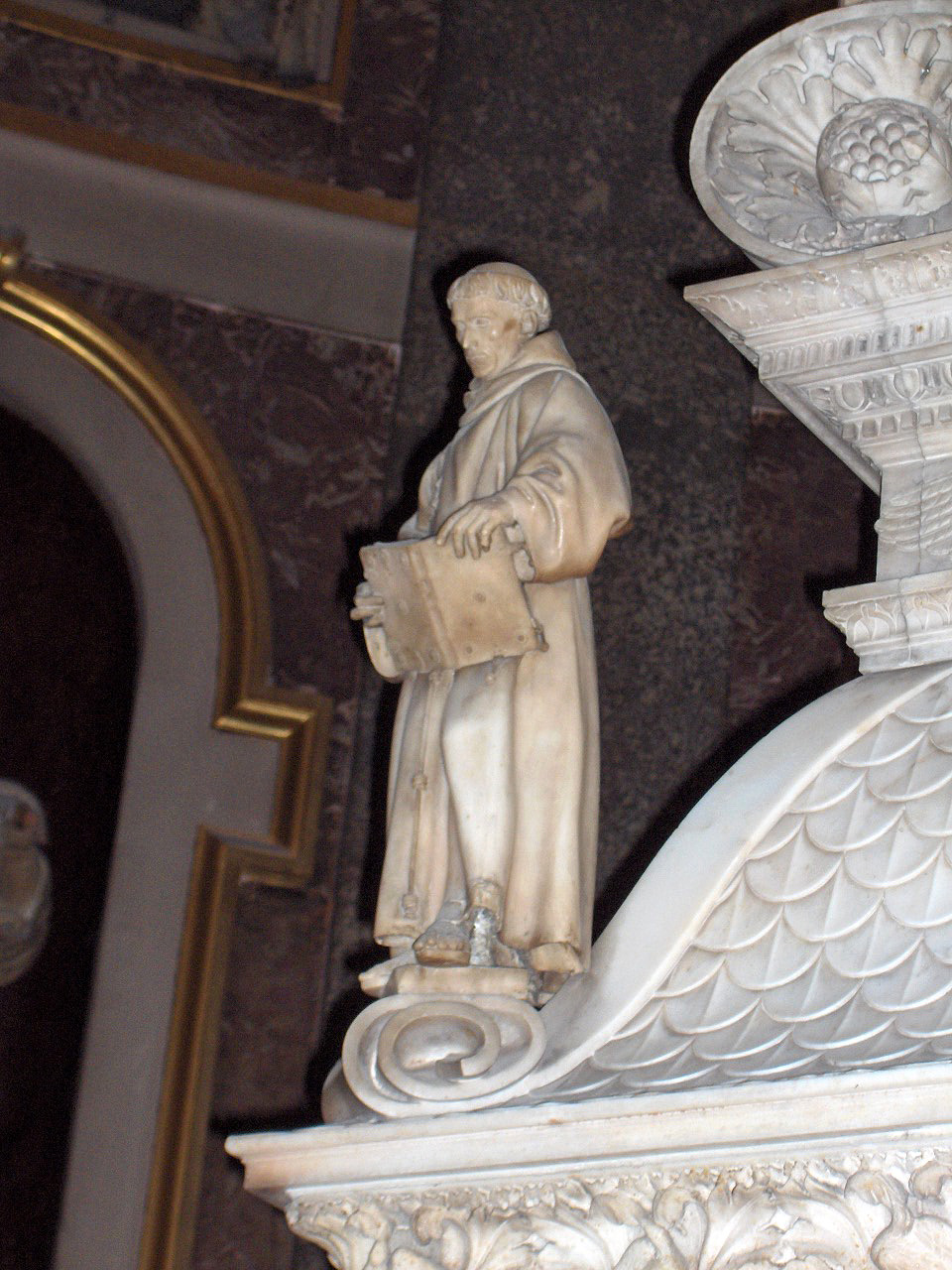
Escultura de San Francisco en el Arca